# Bagnolo Cremasco
Bagnolo Cremasco là một đô thị ở tỉnh Cremona, vùng Lombardia của Italia. Đô thị này có diện tích 10 km2, dân số tại thời điểm cuối năm 2005 là 4554 người. Bagnolo Cremaso có các đơn vị trực thuộc là Gattolino và Moso.